# Santo Antônio do Palma
Santo Antônio do Palma is een gemeente in de Braziliaanse deelstaat Rio Grande do Sul. De gemeente telt 2.295 inwoners (schatting 2009).